# Crematogaster lamottei
Crematogaster lamottei är en myrart som beskrevs av Bernard 1953. Crematogaster lamottei ingår i släktet Crematogaster och familjen myror. Inga underarter finns listade i Catalogue of Life.